# لامونت هاميلتون
لامونت هاميلتون (بالإنجليزية: Lamont Hamilton)‏ مواليد 6 أبريل 1984 في بروكلين، نيويورك، هو لاعب كرة سلة أمريكي. بدأ مسيرته الاحترافية في سنة 2007. يلعب مع ريوكيو غولدن كينجز في دوري كرة السلة الياباني للمحترفين كلاعب وسط. يحمل الرقم 34. يبلغ طوله 6 قدم 10 بوصة (2.1 م).

## المسيرة الاحترافية
لعب مع إنكا في موسم 2007–2008، ثم لعب مع تنريفي في الدوري الإسباني في موسم 2008–2009، ثم لعب مع باريس لوفالوا في الدوري الفرنسي من سنة 2009 إلى 2012، ثم لعب مع بلباو باسكت في الدوري الإسباني في موسم 2012–2013، ثم لعب مع ساسكي باسكونيا في موسم 2013–2014، ثم لعب مع كرانسي أوكتيابر في الدوري الروسي في سنة 2015، ثم لعب مع بشكتاش لكرة السلة في الدوري التركي في موسم 2015–2016، ثم لعب مع ريوكيو غولدن كينجز في سنة 2016.

## روابط خارجية
- لامونت هاميلتون على موقع الدوري الأوروبي لكرة السلة (الإنجليزية)
- لامونت هاميلتون على موقع دوري كرة السلة الياباني للمحترفين (اليابانية)
- لامونت هاميلتون على موقع الدوري الإسباني لكرة السلة (الإسبانية)
- لامونت هاميلتون على موقع كرة السلة الأوروبية.كوم (الإنجليزية)
- لامونت هاميلتون على موقع DraftExpress.com (الإنجليزية)
- لامونت هاميلتون على موقع كلية كرة السلة في سبورتس رفرنس.كوم (الإنجليزية)
- لامونت هاميلتون على موقع ريلجم (الإنجليزية)
- لامونت هاميلتون على موقع بروبوليرز (الإنجليزية)
- لامونت هاميلتون على موقع سبورتس رفرنس (الإنجليزية)